# Capela de São João Batista (Monte Real)
A Capela de São João Baptista, também referida como Igreja Paroquial de Monte Real ou Igreja de São João Baptista, situa-se em Monte Real, na atual freguesia de Monte Real e Carvide, no Município de Leiria.
Situada junto dos Paços Reais da vila, oferece uma excelente vista sobre Monte Real e alberga uma exposição de vestes e alfaias litúrgicas pertencentes às capelas e igrejas da vila